# Guillaume Nantermod
Guillaume Nantermod (Lausana, 18 de septiembre de 1975) es un deportista suizo que compitió en snowboard. Ganó una medalla de oro en el Campeonato Mundial de Snowboard de 2001, en la prueba de campo a través.

## Medallero internacional
| Campeonato Mundial | Campeonato Mundial            | Campeonato Mundial | Campeonato Mundial |
| Año                | Lugar                         | Medalla            | Competición        |
| ------------------ | ----------------------------- | ------------------ | ------------------ |
| 2001               | Madonna di Campiglio (Italia) | Medalla de oro     | Campo a través     |